# San Fior di Sotto
San Fior di Sotto (San Fior de Soto in veneto) è una frazione del comune di San Fior, in provincia di Treviso.

## Geografia fisica
La frazione si trova nella sua totalità nell'area pianeggiante del comune, comprendendo vaste aree agricole di antichissima tradizione, i palù; confina a nord con San Fior di Sopra (via Calbassa), a est con il comune di Godega di Sant'Urbano (via Pianzano), a ovest con il comune di San Vendemiano (via Zoppè) e a sud con il comune di Codognè (via Palù).

Il centro del paese è perlopiù raccolto lungo la Strada Provinciale 165.

## Storia
In epoca preromana, il territorio sanfiorese era luogo di insediamento paleoveneto. Fu in epoca romana, però, che l'area di San Fior di Sotto acquistò importanza viaria, grazie a via Ongaresca o Ungaresca, importante arteria stradale, che fino a tutto il medioevo fu la principale via di collegamento tra Marca Trevigiana e Friuli.
Nell'VIII secolo San Fior di Sotto fu assegnato alla Diocesi di Ceneda, fino al 1766, quando fu messo sotto la guida al podestà di Conegliano (mentre San Fior di Sopra fu assegnato al podestà di Serravalle).
Dall'anagrafe dello Stato della Serenissima Repubblica di Venezia, pubblicata nel 1780, risulta che gli abitanti del comune fossero 1442, di cui soltanto 327 abitavano San Fior di Sotto.
Dopo la caduta della Repubblica veneziana, furono inviati alla parrocchia di San Fior di Sotto proclami e schede per votare l'annessione del coneglianese alla Repubblica Cisalpina, per volontà napoleonica: tuttavia il risultato di tale votazione ci è sconosciuto, per la mancata restituzione delle schede. Il riordinamento delle terre che ebbe luogo in epoca napoleonica si svolse tra 1797 e 1805 e, tuttavia, si concluse fallimentarmente con la fine del dominio francese.

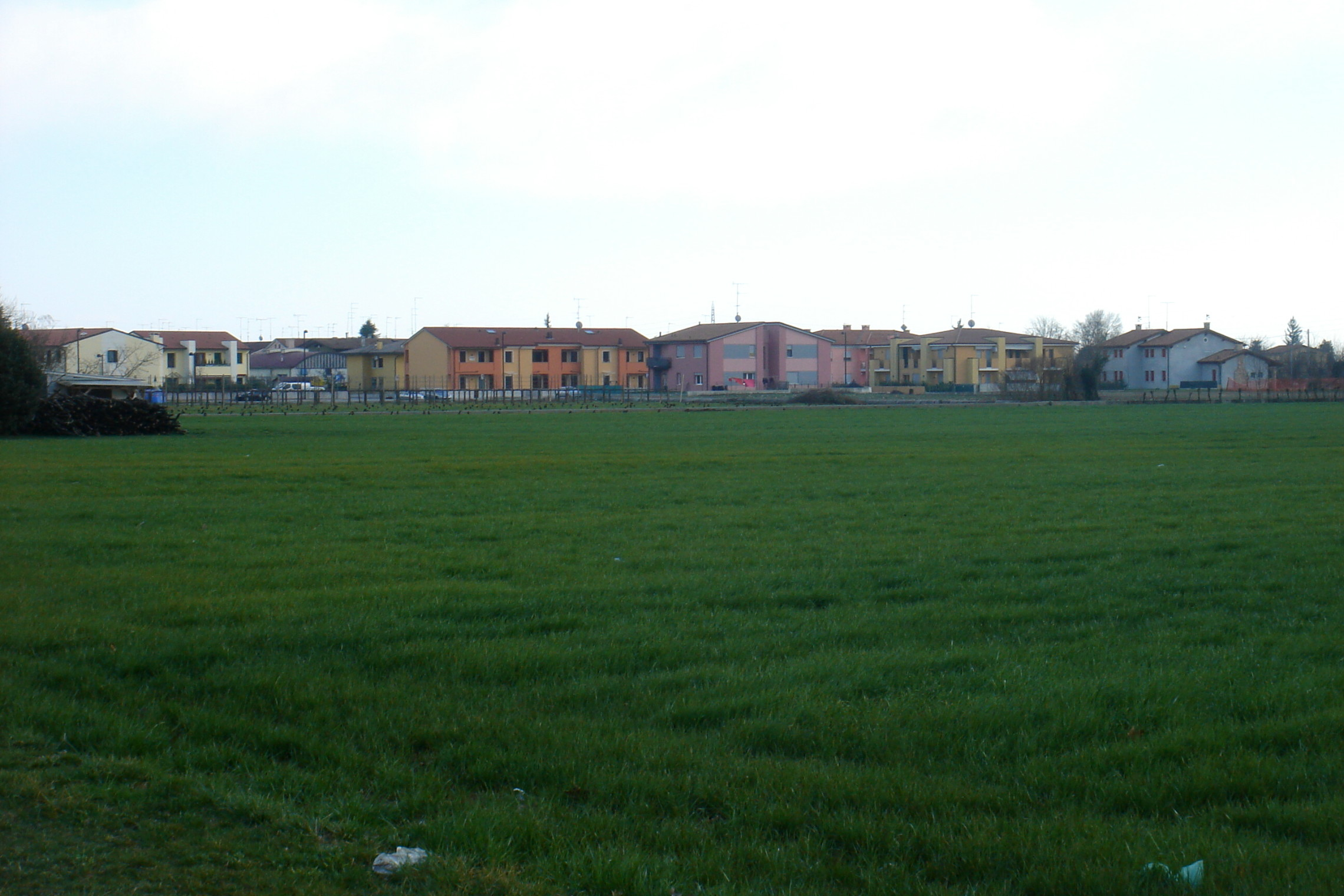
L'ampliamento delle aree residenziali a nord del centro nel 2009

Nel 1807, quando venne costituito il comune di San Fior, San Fior di Sotto entrò a farne parte come frazione: situazione che si prolunga nell'oggi, quando il paese sta ampliando le sue aree residenziali, specie nell'area a nord della chiesa, verso il capoluogo.

## Monumenti e luoghi d'interesse

### Architetture religiose

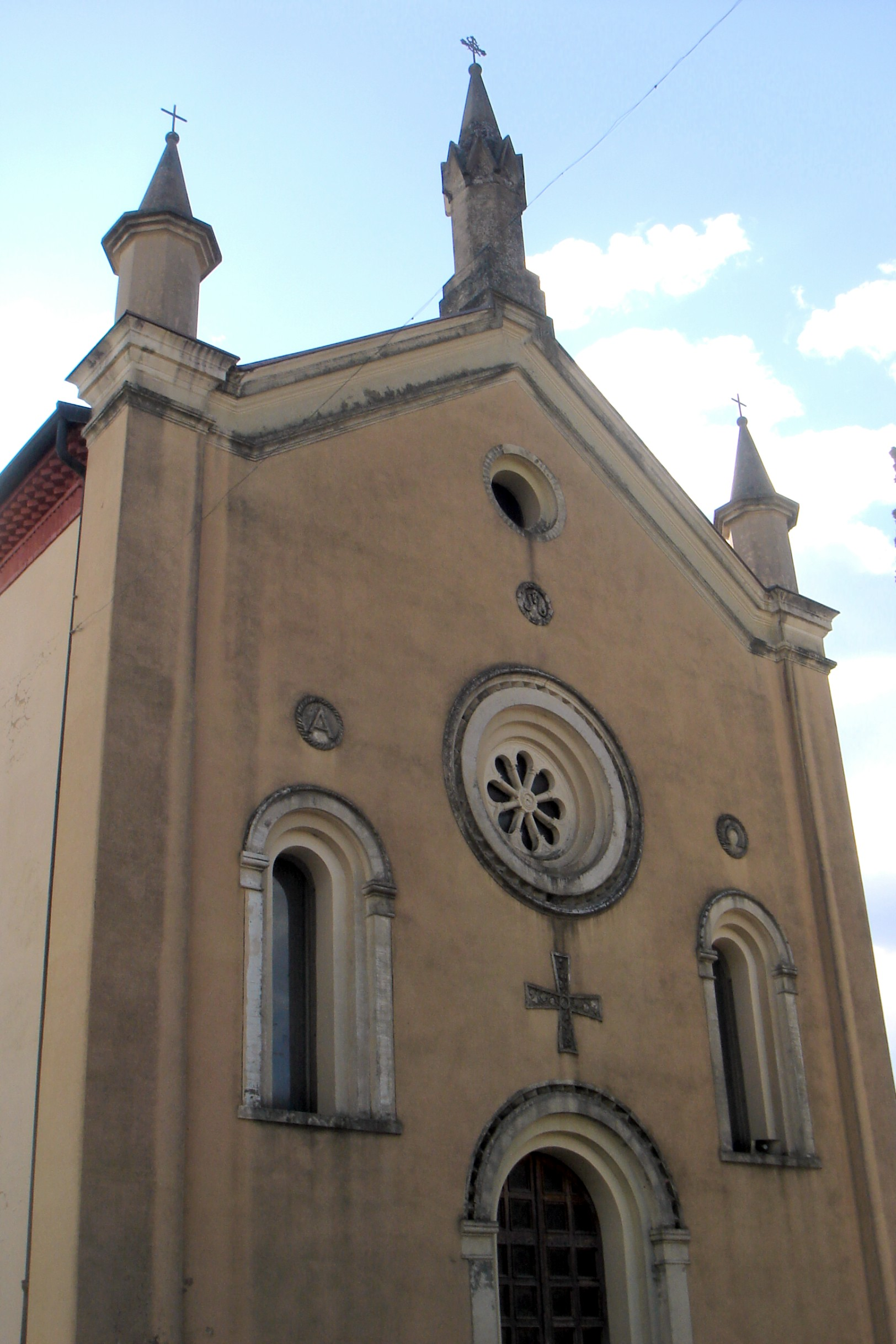
Facciata della chiesa di Santa Giustina

#### La chiesa parrocchiale
La chiesa parrocchiale di Santa Giustina di Padova: edificata nel 1531 e ampliata nel 1921, è il cuore del paese. Si presenta povera di decori, se si eccettuano il rosone e i tre pinnacoli della facciata a capanna. Una semplice cella campanaria eretta nel 1940 fa da campanile. 

#### Oratori e capitelli
Come nell'altra frazione del comune, Castello Roganzuolo, essendo un'area che nei secoli ha avuto una forte tradizione rurale e cattolica che dura fino a tutto il Novecento e ancor oggi, San Fior di Sotto è costellata di strutture votive popolari. Oltre alle maggiori, elencate di seguito, molte sono dislocate nei giardini di abitazioni e in nicchie di case rurali.
- Sacello di Santa Giustina: è il più antico capitello del paese, già presente nel 1562. Si trova davanti alla casa rurale di via Centro, all'intersezione con via Santa Giustina. Si caratterizza all'esterno per la presenza, al di sopra della struttura a parallelepipedo, di quattro frontoni con paraste, ciascuna sormontata da un piccolo obelisco; all'interno è impreziosito, sopra l'altare ligneo, da un affresco rappresentante la Madonna con bambino tra le sante Giustina e Caterina d'Alessandria.
- Oratorio di via Palù Ponte Camilotta: intitolato a Maria Salus Infirmorum, l'edificio fu edificato nel 1935. La struttura è semplice, con facciata a capanna e un piccolo campanile a vela; le dimensioni sono modeste: aula e presbiterio misurano m. 6x10. L'interno presenta numerose decorazioni: un fregio, opera del pittore-decoratore Vittorio Casagrande, scorre tutt'intorno, incorniciando la sommità delle pareti; dello stesso autore è Apparizione della Madonna a Fatima, affresco che si trova incorniciato sul soffitto; infine, sui due lati della struttura, sono disposte due nicchie, contenenti una statua di Sant'Antonio e un crocifisso.
- Edicola di Sant'Antonio: posto all'intersezione tra via Palù e via Sile, questa struttura votiva è del 1954.
- Sacello di San Giuseppe: posto all'intersezione di via Palù con via Ronchi, risalente al 1963, fu riedificato nel 2003.

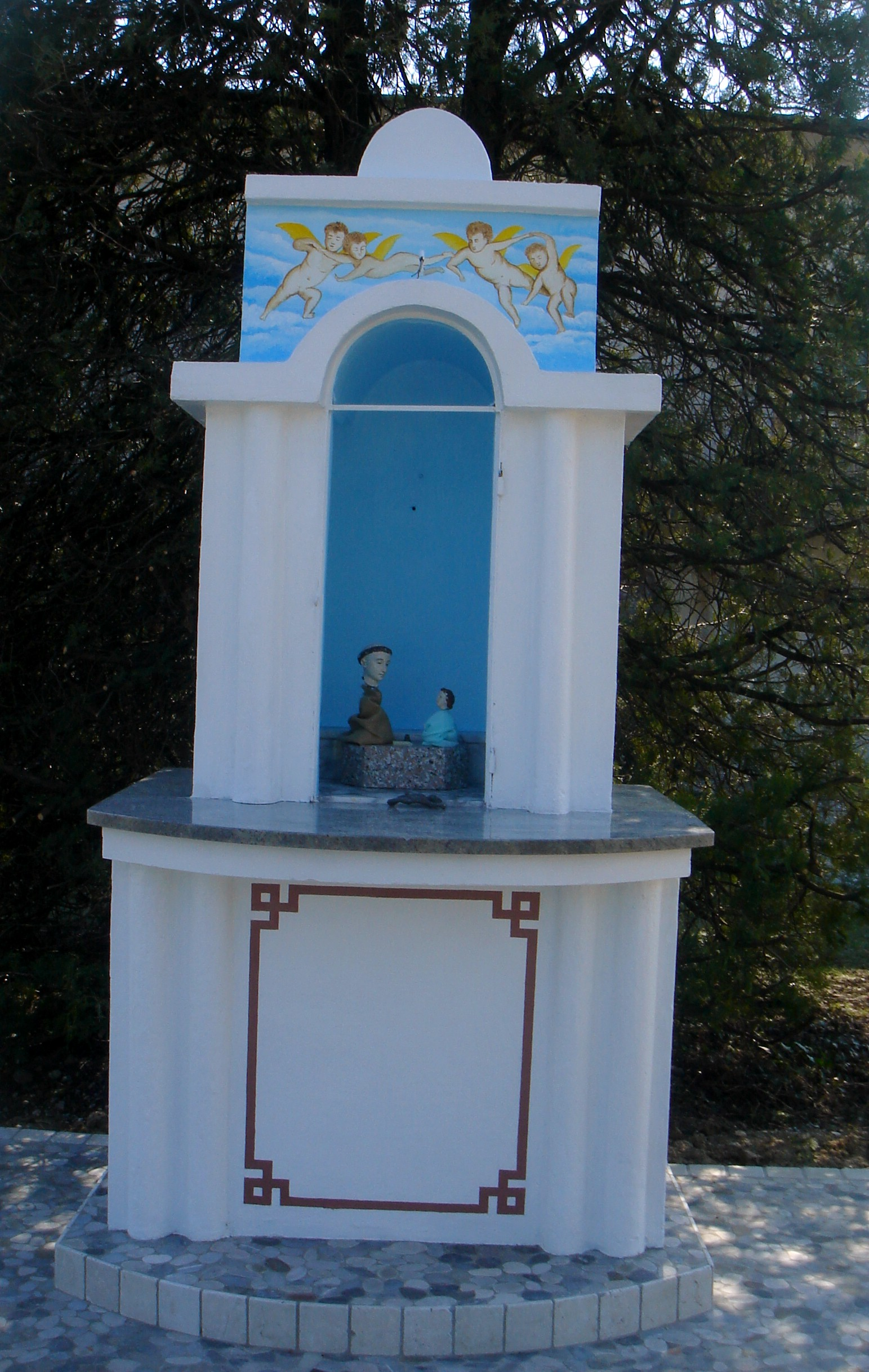
Edicola di Sant'Antonio
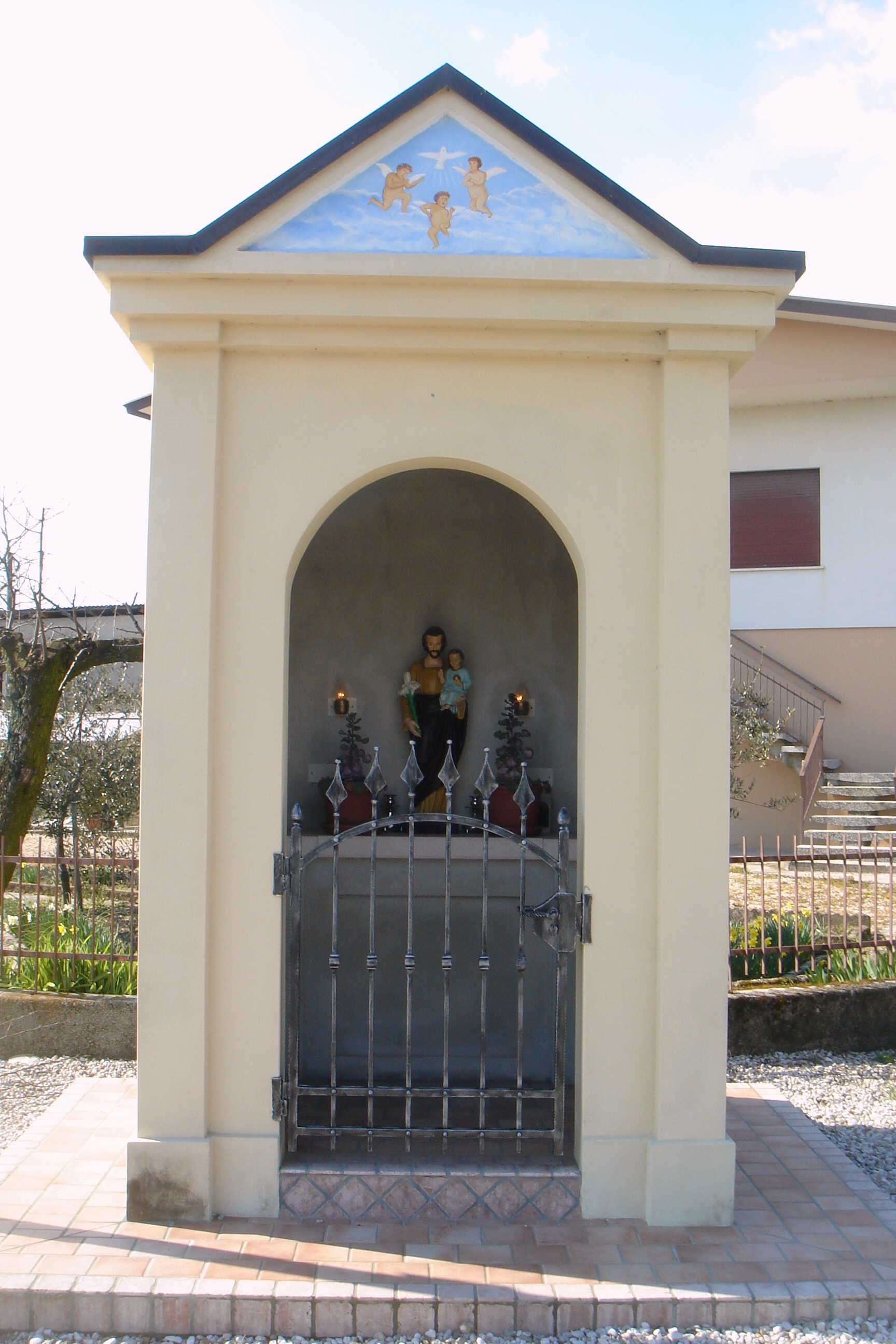
Sacello di San Giuseppe
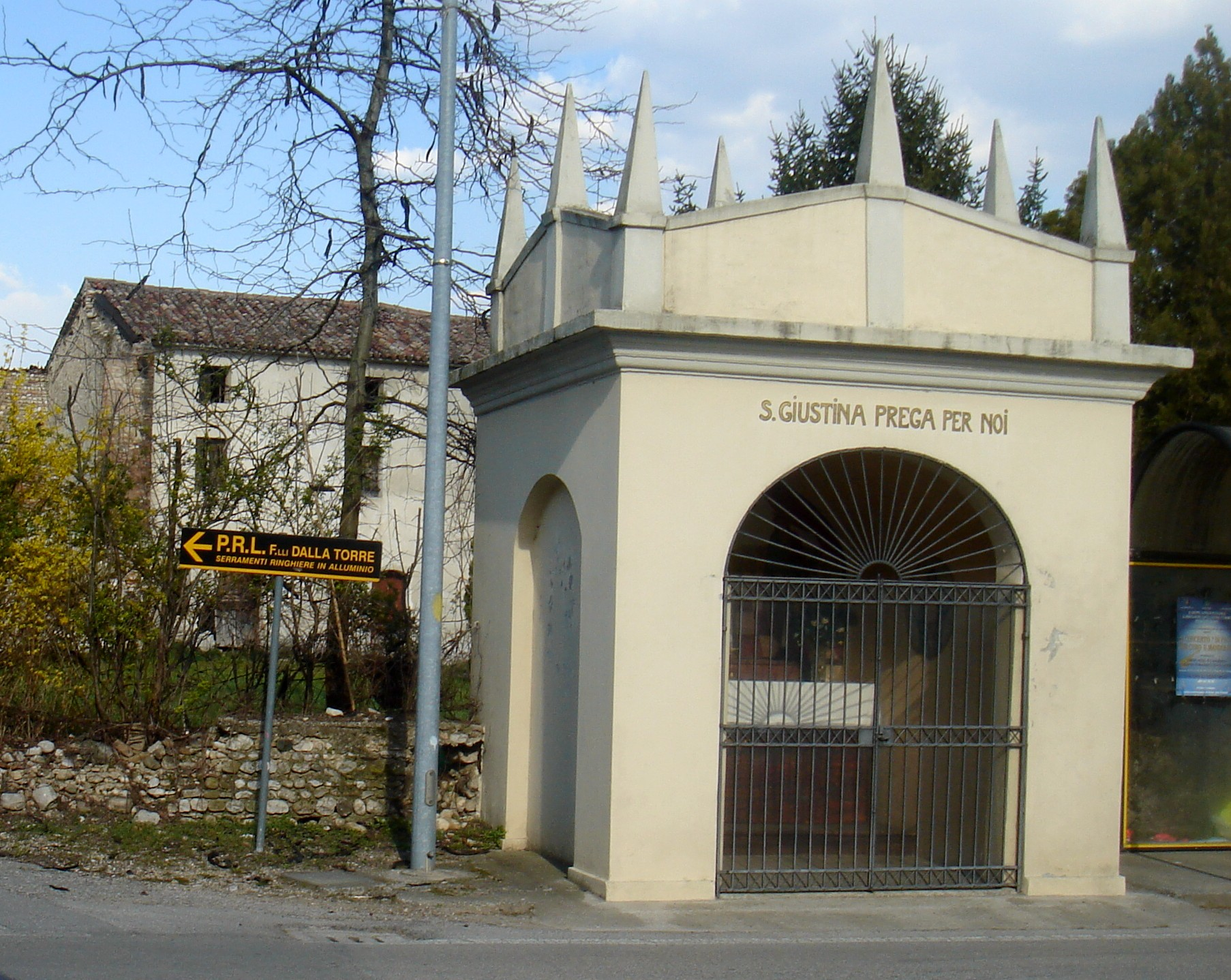
Sacello di Santa Giustina

### Case Rurali
Molte sono le case rurali che caratterizzano il territorio di San Fior di Sotto. Quasi tutte sono esempio di un'edilizia legata alla civiltà contadina e basate su uno schema comune.
- La casa rurale di via Centro, con la sua forometria semplice, evidenziante i tre livelli di cui si compone l'edificio.
- La casa rurale di via Baver, in rapporto alla sua importante volumetria complessiva, presenta un ampio portico ingentilito da due archi a tutto sesto e, adiacente al corpo principale, un annesso rustico.
- La casa rurale di via Collot, che presumibilmente risale alla fine dell'Ottocento, è un edificio lineare su tre livelli, caratterizzato dalla presenza, nella parte centrale del piano nobile, di tre finestre a arco e di un balcone.
- La casa rurale di via Ronchi, rispondente allo schema su tre livelli con annesso rustico, va ricordata per la Nicchia con Sant'Antonio da Padova (1975), sulla facciata.

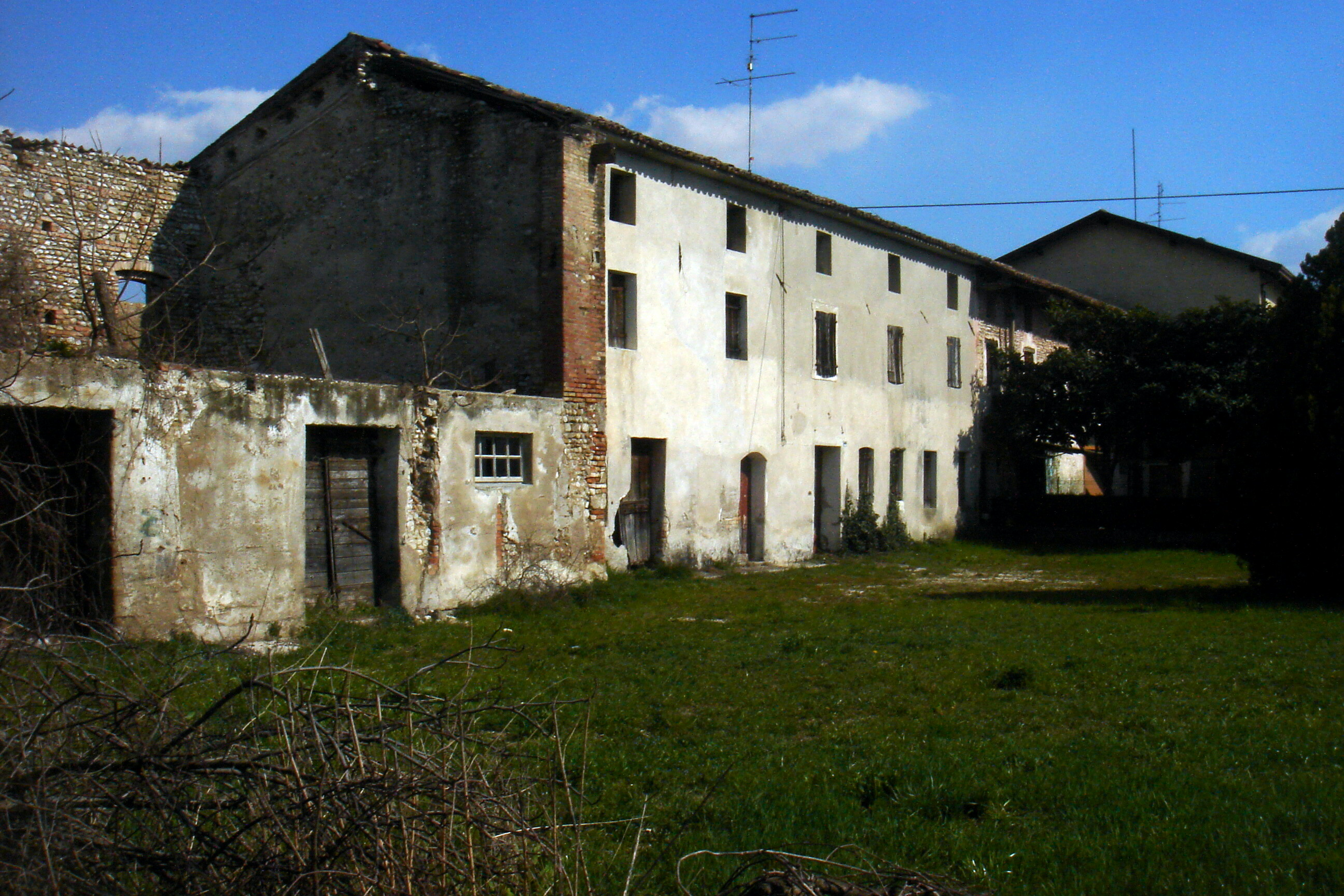
Casa rurale di via Centro
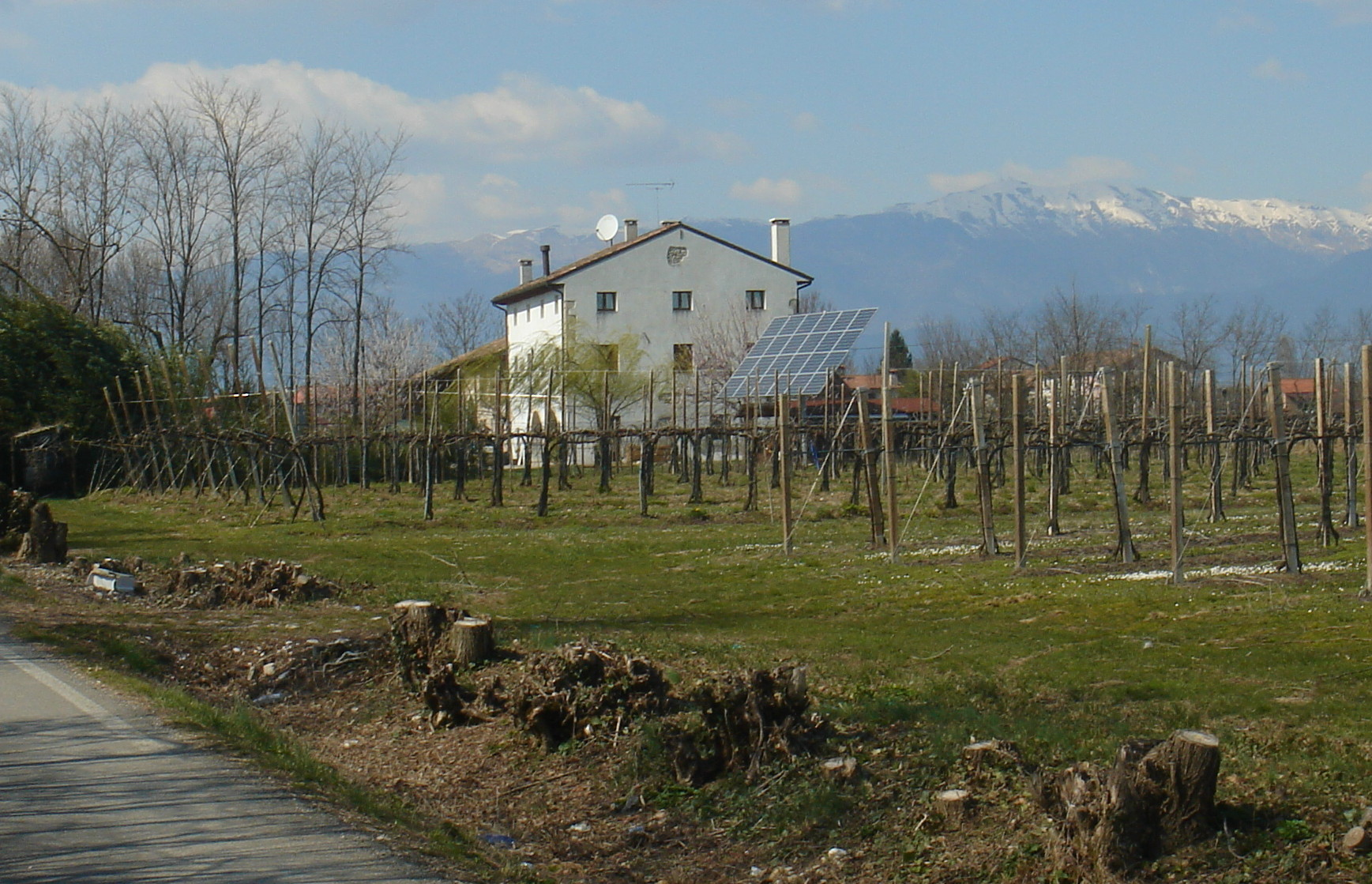
Casa rurale di via Baver
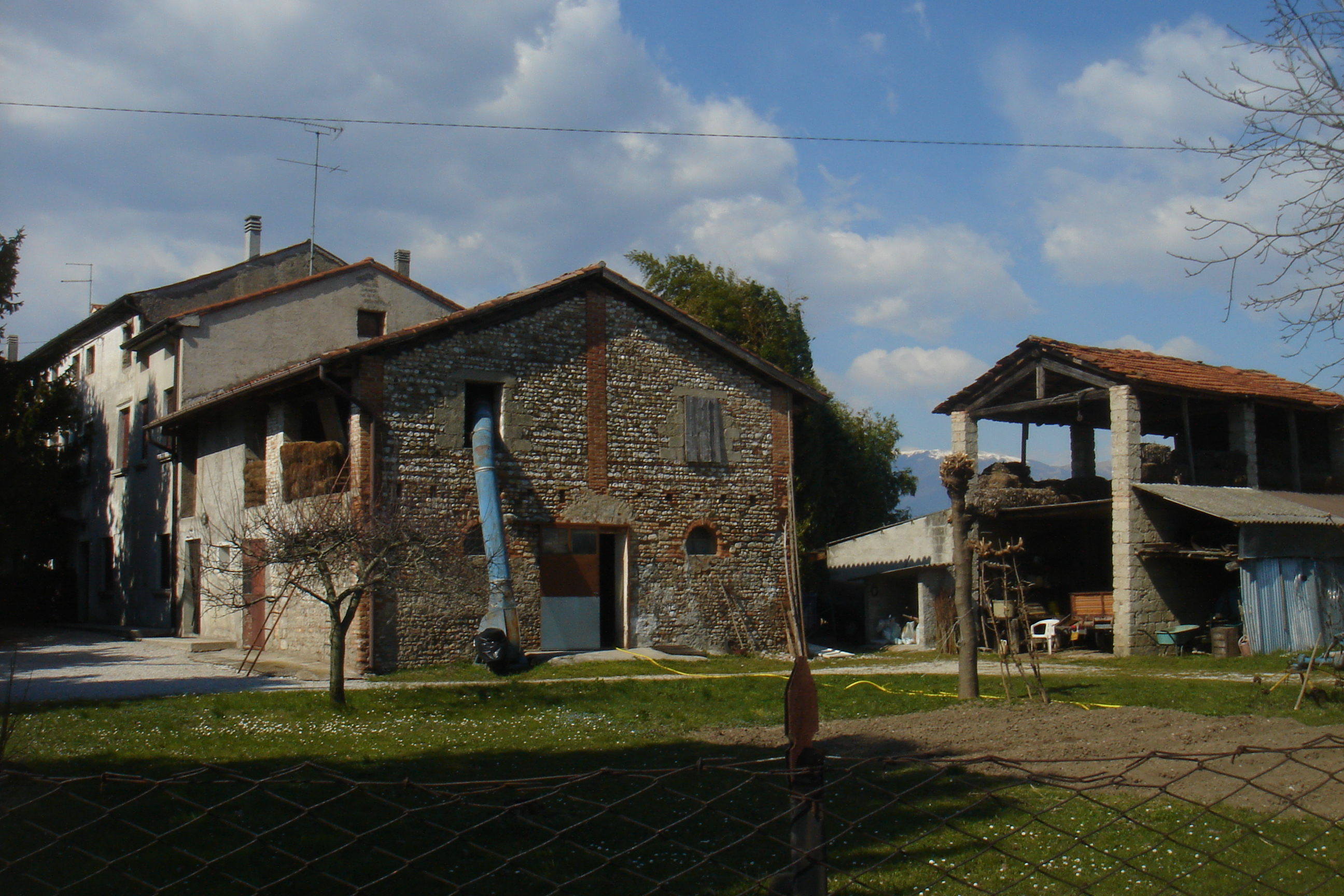
Casa rurale di via Collot
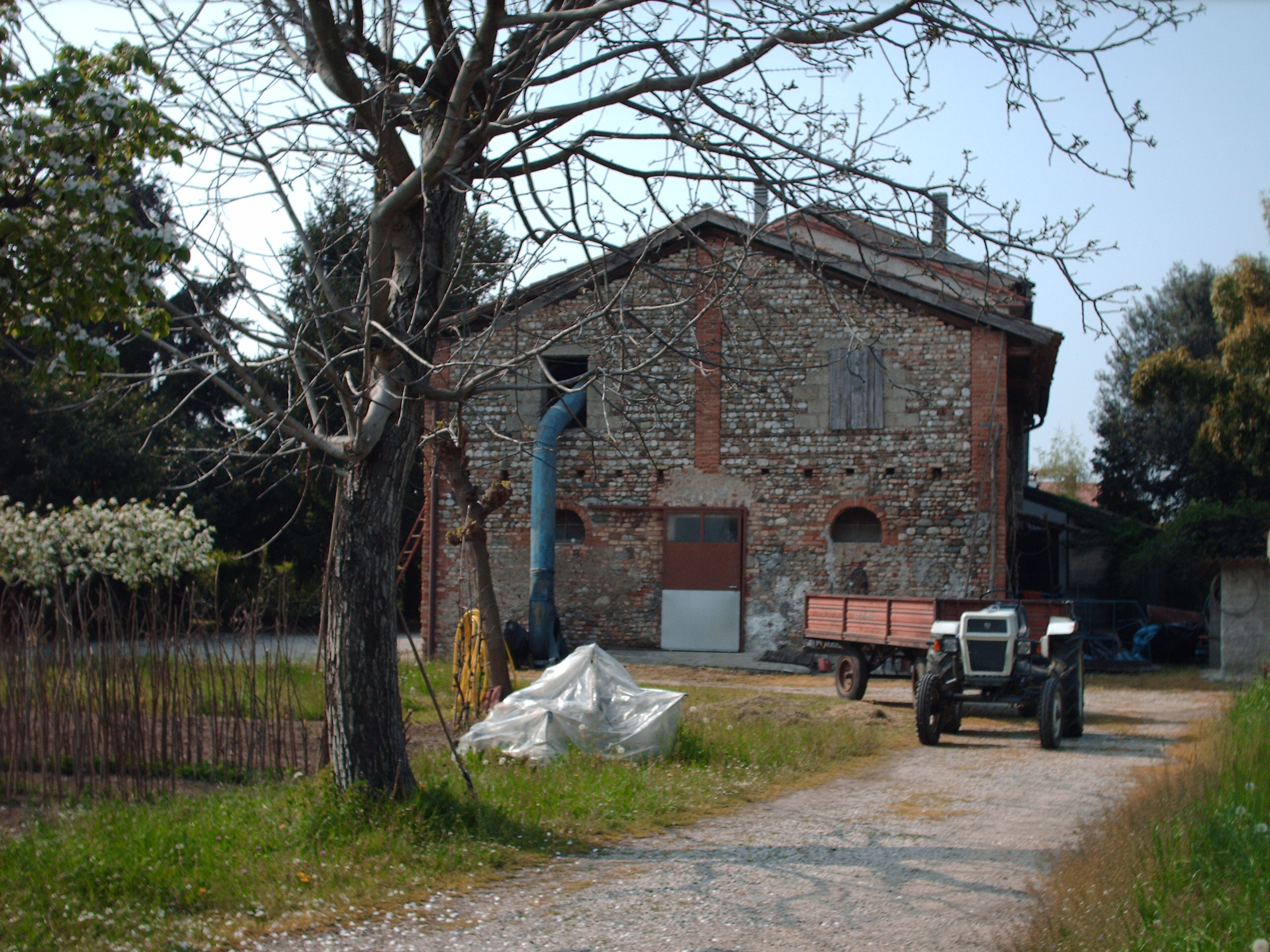
Casa rurale di via Collot, particolare

### Villa Emilia

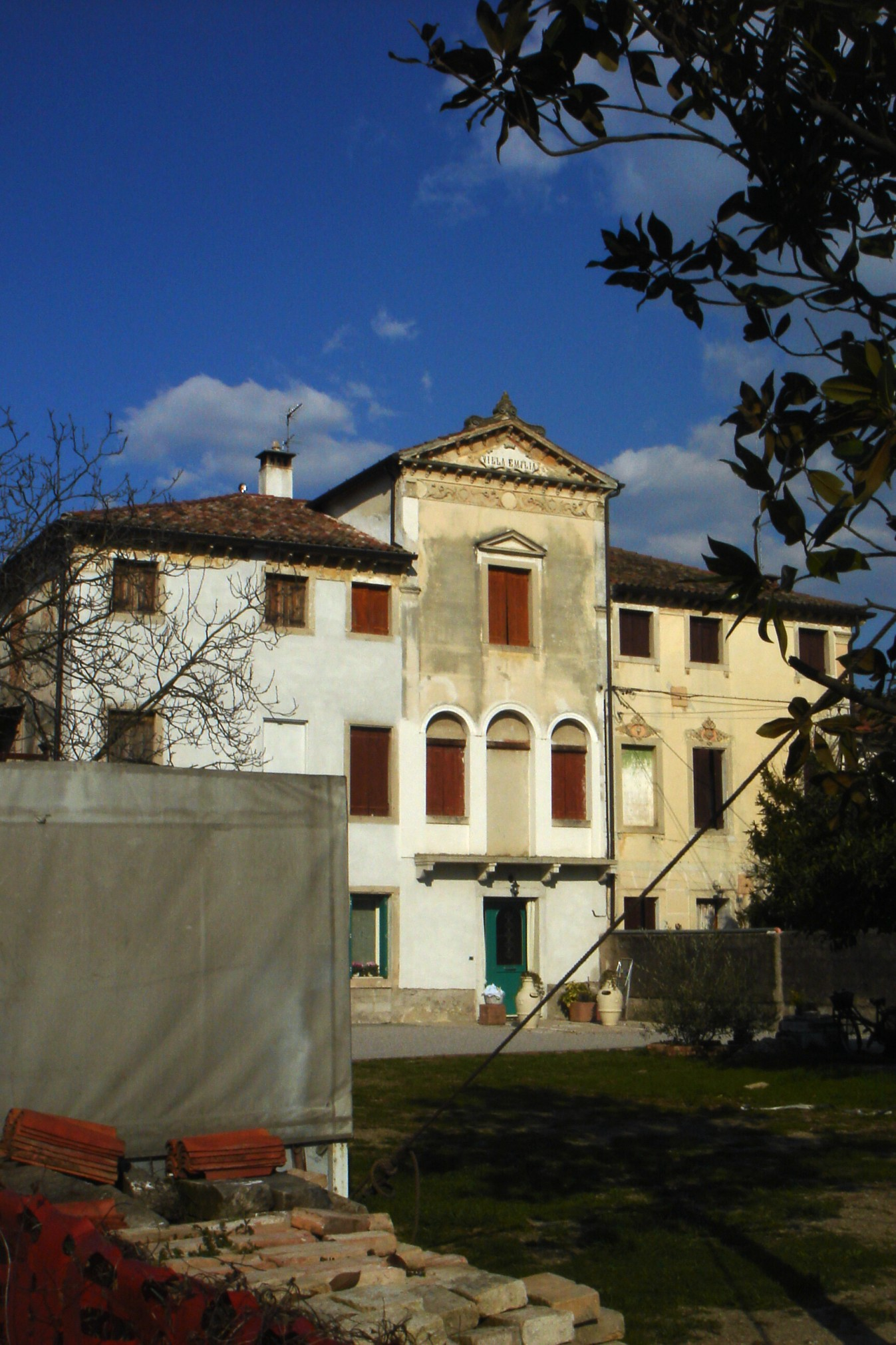
Villa Emilia

La Villa Emilia, dislocata a pochi metri dalla chiesa di Santa Giustina, è presumibilmente databile alla prima metà del XVIII secolo: l'edificio è stato però sottoposto a diversi interventi, che ne hanno profondamente modificato l'aspetto nel tempo. Si presenta con una facciata tripartita, secondo la tradizione veneziana, con il corpo centrale impreziosito, al piano nobile, da una trifora e, alla sommità, da una decorazione ad affresco sormontata da un timpano ben lavorato.
Le due ali laterali dell'edificio, originariamente simmetriche, si presentano oggi visibilmente alterate, specie nelle forometrie.
La tradizione orale riporta che i possessori della villa, i signori Cavalieri da Verona, erano padroni di quasi tutti i terreni agricoli di San Fior di Sotto.

### Aree naturali: ipalù
Il territorio perlopiù agricolo della frazione, conserva al suo interno aree di grande valore naturalistico: su tutte ha particolare importanza il tipico paesaggio dei palù tra Livenza e Monticano, aree ricche di risorgive che formano un ecosistema unico, che si distribuisce solo su pochi ettari di territorio tra le zone meridionali del comune di San Fior e i confinanti Zoppè di San Vendemiano e Codognè.
Una lunga battaglia tra WWF e istituzioni ha interessato la salvaguardia di questi luoghi negli anni novanta e 2000: tuttavia, malgrado le leggi di tutela, nel 2008 è iniziata la costruzione del tratto Sacile-Conegliano dell'autostrada A28, che, in forte impatto ambientale, taglia proprio questo territorio.

## Società
- Gruppo Ricreativo San Fior di Sotto: propone ogni anno i festeggiamenti in onore di Santa Giustina, di San Nicolò e della Madonna della Salute, durante i quali organizza anche attività sportive (torneo calcistico e gara ciclistica in notturna).
- Ail: l'Associazione Italiana contro linfomi e melanomi ha una sede in via Zoppé.

## Cultura

### Scuole
- Scuola Materna Nobile De Scala (paritaria, autorizzata)
- Scuola elementare Via Zoppè (pubblica-dismessa)